# Египатска божанства
Божанства старовековног Египта били се натприродна бића који су били поштоване су старом Египту и староегипатском пантеону који је имао у саставу велики број богова и богиња, полобогова и демона. Старији истраживачи као на пример Валис Будге полазећи од новоегипаске религије да је египатска религија била монотеистичка док су други као Флидерс Петрије сматрали да је то била политеистичка религија. Ерик Хорнунг препоручује термин хенотеизма који ту схвата богослужбу само једном богу али на тај начин да се ту најбоље схвата начин на који су стари Египћани схватали своје богове и са њима се опходили. Богови и богиње у старом Египту нису само одређујућим конститутивним елементом египатске религије већ и целе египатске културе.
Свет богова и свет људи је био сразмерно оддељен један од другога али су оба света били схватана као уско зависна.

## Главна бит богова
Египатска религија као религија политеизма постулише егзистенцију многих богова који су пре свега схватани као носиоци главне божанске бити. Она ствара основ божанске бити којом се они разликују један од другог и којим се они пројевљују у узајамном односима о којим причају у египатској митологији у којим су они представљани као представници одређених улога тзв. консталативне теологије.

## Представљање и ликови
Начин на који су представљани поједини ликови египатских божанстава није имао за циљ представити лик самог бога који сам по себи није био представљив, већ је лик требало да се приближи човеку са једном њеном или више њених особина. Симболичне представе могле су имати следеће форме:
- као предмет,
- као небеско тело,
- као биљка,
- као животиња
- као човек
- као комбинација ових различитих елемената.

Неке представе су обично носиле изнад главе постављене и карактеристикујући знак хијероглифи или амблем.